# Орден Кастуся Калиновского
Орден Кастуся Калиновского (бел. Ордэн Кастуся Каліноўскага) — государственная награда Республики Беларусь. Положение об ордене принято Постановлением Верховного Совета Республики Беларусь № 3726-XII от 13 апреля 1995 года. Награда утверждена указом президента страны от 15 января 1996 года № 26 «Об утверждении описания орденов, медалей и нагрудных знаков к почетным званиям Республики Беларусь». 16 июня 2004 года орден был упразднён. Официально награждения орденом не проводились.

## Статут ордена
Орденом Кастуся Калиновского должны были награждаться граждане:
- за самоотверженный поступок, мужество и отвагу, проявленные при спасении людей, пресечение преступных покушений на их жизнь; за храбрость, проявленную в условиях повышенной опасности при охране общественного порядка, защите государственной собственности, при задержании преступников и разоблачении преступных групп;
- за мужество и стойкость, проявленные во время стихийных бедствий, пожаров, аварий, катастроф и других чрезвычайных обстоятельств, в результате чего предотвращена угроза жизни и здоровью людей или спасены значительные материальные и духовные ценности;
- за другие самоотверженные действия, связанные с исполнением воинского, гражданского или служебного долга и сопряженные с риском для жизни.

Орден Кастуся Калиновского должен был носиться на левой стороне груди и располагаться после ордена Воинской Славы.

## Описание
Орден Кастуся Калиновского представляет собой знак, выполненный из двух четырёхугольников, налагаемых друг на друга, формирующих восьмиконечную звезду диаметром 44 мм, в центре которой расположен круг диаметром 24 мм, в нём — рельефное изображение Кастуся Калиновского. Круг обрамлен венком из дубовых и лавровых листьев; в верхней части круга на красном эмалевом фоне находится надпись: «Кастусь Калиновский». Оборотная сторона ордена имеет гладкую поверхность, в центре находится номер ордена. Орден при помощи ушка и кольца соединяется с пятиугольной колодкой, обтянутой муаровой лентой красного цвета с двумя желтыми полосками по краям.